# The Somberlain
The Somberlain — дебютный альбом шведской блэк-метал группы Dissection, выпущенный 3 декабря 1993 года. Он стал влиятельным релизом как для блэк-метала, так и для мелодичного дэт-метала. Группа посвятила альбом Евронимусу, который был убит в августе того же года. Это единственный альбом, на котором представлен оригинальный состав группы. Обложка была создана Кристианом Волкеном. Альбом был написан и аранжирован в период с 1989 по 1993 год и записан с 1 по 6 марта 1993 года.

## Музыкальный стиль
Отмечая сходство с дэт-метал группами At the Gates, Sentenced и Necrophobic, сайт Deathmetal.org утверждает, что Dissection используют технику блэк-метала, но придерживаются эстетики, отличной от этого жанра, лишенной «текучести и непостижимости». Согласно No Clean Singing, «Dissection сделали себе имя, наполнив свой блэк-метал слоем мелодии, которая обеспечивала запоминаемость каждой песни, наряду с сильным музыкальным мастерством и убедительными текстами и образами. Сохраняя большинство своих NWOBHM-измов в минорной гамме, они поддерживали ощущение мрака и предчувствия, накладывая взрывной, трэшевый каркас технически совершенного блэк-метала».
Кайл Уорд из Sputnikmusic утверждает, что «Dissection известны сочетанием замысловатых, гармоничных гитарных партий с сырой силой блэк-метала», и что «хотя в каждой песне есть свои мелодичные риффы, соответственно, есть и такие, где песня полна этих мелодичных риффов, а вокал столь же эпичен и мелодичен». Он также отметил значительные стилистические различия между этим альбомом и следующим альбомом Dissection, Storm of the Light’s Bane. Атанамар Суньята из Metal Injection написал, что «Dissection глубоко черпали из наследия Bathory. Однако, в отличие от своих коллег, Dissection не ограничились атональными приступами Under the Sign of the Black Mark, а взяли направление от более поздних, более эпических пристрастий Куортона». Он описал альбом как «погруженный в зловещие миазмы этоса блэк-метала», отметив при этом, что группа «отбросила меньше традиционных тропов метала, чем их современники. Классические конструкции направляют ход альбома, а кишащий трэш служит его основой».

## Переиздания
Альбом был переиздан в 1997 году лейблом Nuclear Blast и еще раз в 2004 году лейблом Black Lodge. Black Lodge также выпустила специальное издание в 2005 году ограниченным тиражом в 666 копий, упакованное в деревянную коробку вместе с футболкой и наклейкой. Альбом был также переиздан в 2006 году на лейбле The End Records в виде двухдискового набора, содержащего оригинальный альбом, неизданную концертную запись 1995 года, мини-альбом Into Infinite Obscurity 1991 года, демозапись 1992 года, демо The Grief Prophecy 1990 года, репетицию 1990 года и репетицию Satanized 1990 года. Все содержимое подверглось ремастерингу, упаковано в слипкейс и рекламируется как «Ultimate Reissue». Альбом был ремастирован с оригинальных лент Хоканом Окессоном (Håkan Åkesson) в Cutting Room Studios в Стокгольме.

## Оценки критиков
| Оценки критиков | Оценки критиков |
| Источник        | Оценка          |
| --------------- | --------------- |
| AllMusic        | [ 5 ]           |
| Laut.de         | [ 6 ]           |
| Metal1.info     | [ 7 ]           |
| Metal.de        | [ 8 ]           |
| Sputnikmusic    | [ 3 ]           |
| Ultimate Guitar | [ 9 ]           |

Хотя альбом часто затмевался следующим релизом группы Storm of the Light’s Bane, The Somberlain был хорошо воспринят музыкальными критиками и поклонниками. Blabbermouth написал, что альбом был выпущен «под одобрительные возгласы критиков, и сегодня сила и страсть того релиза все еще резонирует так же ярко, как и тогда», назвав его «потрясающим».
Metal Injection назвал его «незаменимым» блэк-металлическим альбомом, написав, что альбом «взрывается захватывающими, запоминающимися хуками. Певучие, незабываемые мелодии накладываются на извилистую, быструю динамику. Двойные гармонии прекрасно исполнены в стремительных волнах». Они выделили заглавный трек альбома как «один из величайших моментов метала», описав песню как «трансформирующую, метал-грохочущую трансценденцию». Кайл Уорд написал подробную рецензию на альбом для Sputnikmusic, описав его как «неумолимый, эпический, мелодичный, тяжелый, мрачный, брутальный, эмоциональный и техничный — все в одном». Он также утверждал, что «для большинства групп такой диск стал бы шедевром, но для Dissection это просто еще один альбом, не говоря уже о дебюте».
Deathmetal.org, однако, утверждает, что рок-н-ролльные моменты альбома выводят его за рамки «канона блэк-метала», заявляя, что хотя The Somberlain удается создать атмосферу, ему «не удается найти синтез чувства и действия, как это делал андеграундный блэк-метал в его изобретательную эпоху».

## Список композиций
Все тексты написаны Йон Нёдтвейдт.
| №                   | Название                                         | Музыка                       | Длительность |
| ------------------- | ------------------------------------------------ | ---------------------------- | ------------ |
| 1.                  | «Black Horizons»                                 | Йон Нёдтвейдт, Джон Зветслут | 8:12         |
| 2.                  | «The Somberlain»                                 | Нёдтвейдт                    | 7:08         |
| 3.                  | «Crimson Towers»                                 | Зветслут                     | 0:50         |
| 4.                  | «A Land Forlorn»                                 | Нёдтвейдт, Петер Палмдаль    | 6:40         |
| 5.                  | «Heaven's Damnation»                             | Нёдтвейдт, Зветслут          | 4:42         |
| 6.                  | «Frozen»                                         | Нёдтвейдт                    | 3:48         |
| 7.                  | «Into Infinite Obscurity»                        | Зветслут                     | 1:06         |
| 8.                  | «In the Cold Winds of Nowhere»                   | Нёдтвейдт, Зветслут          | 4:22         |
| 9.                  | «The Grief Prophecy/Shadows Over a Lost Kingdom» | Нёдтвейдт, Оле Оман          | 3:32         |
| 10.                 | «Mistress of the Bleeding Sorrow»                | Нёдтвейдт, Зветслут          | 4:37         |
| 11.                 | «Feathers Fell»                                  | Зветслут                     | 0:41         |
| Общая длительность: | Общая длительность:                              | Общая длительность:          | 45:38        |

| №                   | Название                                   | Музыка              | Длительность |
| ------------------- | ------------------------------------------ | ------------------- | ------------ |
| 1.                  | «Frozen» (концертная запись '95)           | Нёдтвейдт           | 3:27         |
| 2.                  | «The Somberlain» (концертная запись '95)   | Нёдтвейдт           | 7:27         |
| 3.                  | «Shadows over a Lost Kingdom» (EP 1991)    | Нёдтвейдт, Оман     | 2:50         |
| 4.                  | «The Son of the Mourning» (EP 1991)        | Нёдтвейдт, Оман     | 3:24         |
| 5.                  | «Into Infinite Obscurity» (EP 1991)        | Зветслут            | 1:05         |
| 6.                  | «Frozen» (демо 1992)                       | Нёдтвейдт           | 3:28         |
| 7.                  | «In the Cold Winds of Nowhere» (демо 1992) | Нёдтвейдт, Зветслут | 4:00         |
| 8.                  | «Feathers Fell» (демо 1992)                | Зветслут            | 0:53         |
| 9.                  | «Mistress of Bleeding Sorrow» (демо 1992)  | Зветслут            | 4:18         |
| 10.                 | «The Call of the Mist» (демо 1990)         | Нёдтвейдт           | 3:59         |
| 11.                 | «Severed into Shreds» (репетиция 1990)     |                     | 4:27         |
| 12.                 | «Satanized» (репетиция 1991)               |                     | 2:53         |
| 13.                 | «Born in Fire» (репетиция 1991)            |                     | 2:39         |
| Общая длительность: | Общая длительность:                        | Общая длительность: | 44:50        |

## Участники записи
Dissection
- Йон Нёдтвейдт — вокал, ритм-гитара, соло-гитара, акустическая гитара
- Джон Зветслут — ритм-гитара, классическая гитара
- Петер Палмдаль — бас-гитара
- Оле Оман — ударные

Производственный персонал
- Necrolord — оформление обложки
- Дан Сванё — инженер звукозаписи